# Kösseinetal
Kösseinetal este o arie protejată (arie specială de conservare — SAC, sit de importanță comunitară — SCI) din Germania întinsă pe o suprafață de 21,07 ha, integral pe uscat.

## Localizare
Centrul sitului Kösseinetal este situat la coordonatele 50°01′20″N 12°09′29″E / 50.0222°N 12.1581°E.

## Înființare
Situl Kösseinetal a fost declarat sit de importanță comunitară în martie 2001 pentru a proteja 4 specii de animale. Situl a fost protejat și ca arie specială de conservare în aprilie 2016.

## Biodiversitate
Situată în ecoregiunea continentală, aria protejată conține 3 habitate naturale: Cursuri de apă de la nivel de câmpie la nivel montan, cu vegetație Ranunculion fluitantis și Callitricho-Batrachion, Liziere de ierburi înalte hidrofile de câmpie și de nivel montan până la alpin, Fânețe de joasă altitudine (Alopecurus pratensis, Sanguisorba officinalis).
La baza desemnării sitului se află mai multe specii protejate:
- păsări (2): pescăruș albastru (Alcedo atthis), barză albă (Ciconia ciconia ciconia)
- mamifere (1): liliac cârn (Barbastella barbastellus)
- pești (1): cicar (Lampetra planeri)